# اختيار المدرسة
اختيار المدرسة هو مصطلح لخيارات التعليم التي تسمح للطلاب والأسر باختيار البدائل للمدارس العامة التقليدية.